# جنيفر برادي
جنيفر برادي (بالإنجليزية: Jennifer Brady)‏ مواليد 12 أبريل 1995 في هاريسبرج، بنسيلفانيا، الولايات المتحدة، هي لاعبة كرة مضرب أمريكية تلعب باليد اليمنى وتحتل حالياً المرتبة رقم. 93 (يوليو 3, 2017) في تصنيف رابطة محترفات كرة المضرب. أعلى تصنيف لها في الفردي كان المركز الـ 75 في سنة 2017.

## روابط خارجية
- جنيفر برادي على موقع رابطة محترفات التنس (الإنجليزية)
- جنيفر برادي على موقع الاتحاد الدولي لكرة المضرب (الإنجليزية)
- جنيفر برادي على موقع كأس بيلي جين كينغ (الإنجليزية)
- جنيفر برادي على موقع خلاصة التنس.كوم (الإنجليزية)
- جنيفر برادي على موقع إي إس بي إن.كوم (الإنجليزية)
- جنيفر برادي على موقع أوليمبيديا (الإنجليزية)